# Ланнуа, Стефан
Стефа́н Лора́н Ланнуа́ (фр. Stéphane Laurent Lannoy; 18 сентября 1969, Булонь-сюр-Мер) — французский футбольный судья. В свободное от судейства время работает дистрибьютором компьютерных игр. Владеет английским языком. Арбитр ФИФА, судит международные матчи с 2006 по 2014 год.

## Биография
Один из судей розыгрыша финального турнира чемпионата мира 2010 года в Южно-Африканской Республике. В мае 2008 года был признан лучшим судьёй французской высшей лиги. В среднем за игру предъявляет 3,85 жёлтой и 0,13 красной карточки, рекорд — десять предупреждений и одно удаление (данные на июль 2010 года).